# .pw
.pw為帛琉國家及地區頂級域（ccTLD）的域名。該域名於1997年6月12日啟用。从2013年3月25日起，公眾可以申請註冊.pw域名。.pw在向公众开放注册几个月之內，賽門鐵克發現，不少垃圾邮件发送者的域名均為.pw。

## 外部連結
- IANA .pw whois information（页面存档备份，存于）
- .pw domain registration website